# En la porta de l'eternitat
Ancià apesarat (En la porta de l'eternitat) és una pintura a l'oli de Vincent van Gogh realitzada el 1890 a Saint-Rémy de Provence basada en una litografia anterior. La pintura fou acabada a principis de maig mentre es refeia d'una greu recaiguda en la seua salut mental dos mesos abans de la seua mort, la qual és generalment acceptada com a suïcidi.

## Litografia original
La litografia es basava en un dibuix a llapis, Worn Out, una sèrie de dibuixos que feu al 1882 d'un ancià pensionista, Adrianus Jacobus Zuyderland, resident en una casa de beneficència local a La Haia, i en una reelaboració d'un dibuix i una aquarel·la de l'any anterior. La inspiració de Worn Out fou l'obra de Hubert von Herkomer Diumenge a l'Hospital de Chelsea, una pintura molt popular sobre un vell que mor mentre és en un ofici religiós, i fou aclamada per la Royal Academy. L'últim ofici religiós, el veié Van Gogh al 1875 durant una estada a Anglaterra. Van Gogh escrigué sobre l'obra:
| « | "Hui i ahir vaig dibuixar dues figures d'un ancià amb els colzes sobre els genolls i el cap entre les mans. El vaig fer d'un Schuitemaker una vegada i sempre vaig conservar el dibuix, perquè volia fer-lo millor en una altra ocasió. Potser en faça una litografia. És bo de veure l'ancià treballador, amb el seu vestit apedaçat i la calba." | » |

El primer intent de litografia de Van Gogh, el feu dos dies després. Escrigué:
| « | "Crec que un pintor té el deure de tractar d'incloure una idea en el seu treball. Estava tractantant de dir açò en aquesta impressió, però no puc dir-ho tan bellament, tan cridanerament com la realitat, de la qual açò és només un reflex tènue vist des d'un espill fosc, que em sembla una de les evidències més fortes de l'existència d'"alguna cosa dalt" en què Millet creia, és a dir, en l'existència d'un déu i una eternitat: la qualitat indescriptiblement commovedora que pot haver-hi en un ancià així, sense que en siga conscient potser, mentre seu silenciosament al cantó de la llar. Alhora, quelcom preciós, noble, que no pot ser destinat als cuc... Açò és lluny de la teologia — simplement, el cap d'un granger al llindar de l'eternitat." | » |

Set impressions de la litografia es coneixen, de les quals una està titulada En la porta de l'eternitat. El mateix tema apareix una altra volta en dos estudis del 1883 d'una dona seguda.

## Gènesi

Retrat del doctor Rey (F500, JH1659), oli sobre tela, 1889, Museu Puixkin. A Rey li va desagradar el seu retrat.

Vincent van Gogh va sofrir alguna forma de malaltia mental aguda durant els últims dos anys de vida. El diagnòstic oficial de l'hospital d'Arle en què Van Gogh ingressà la vespra de Nadal del 1888, després de l'incident en què es tallà una orella, fou "mania aguda amb deliri generalitzat". El Dr. Fèlix Rey, un jove intern a l'hospital, també suggerí "un tipus d'epilèpsia" caracteritzada com a epilèpsia mental.
No hi ha acord sobre una diagnòstic modern de la malaltia de Van Gogh. Els suggeriments inclouen epilèpsia i trastorn bipolar, possiblement exacerbat pel consum excessiu d'absenta i conyac, tabaquisme i malaltia venèria. Patia atacs de confusió i inconsciència seguits per períodes d'estupor i incoherència durant els quals era incapaç de pintar, dibuixar o escriure cartes.
És en aquests dibuixos i pintures que Hulsker veu senyals inconfusibles del seu esfondrament mental, la qual cosa és rara en el seu treball.
No és clar si En la porta de l'eternitat és una de les teles referides en la seua carta d'abril de 1890. Hulsker comenta que hauria estat notable que Van Gogh pogués haver copiat tan fidelment l'antiga litografia de memòria. La pintura, però, és clarament un retorn al passat, i tant el catàleg raonat de 1970 com Hulsker citen la pintura com fecit al maig de 1890 a Sant Romieg.

## Dècada de 1880

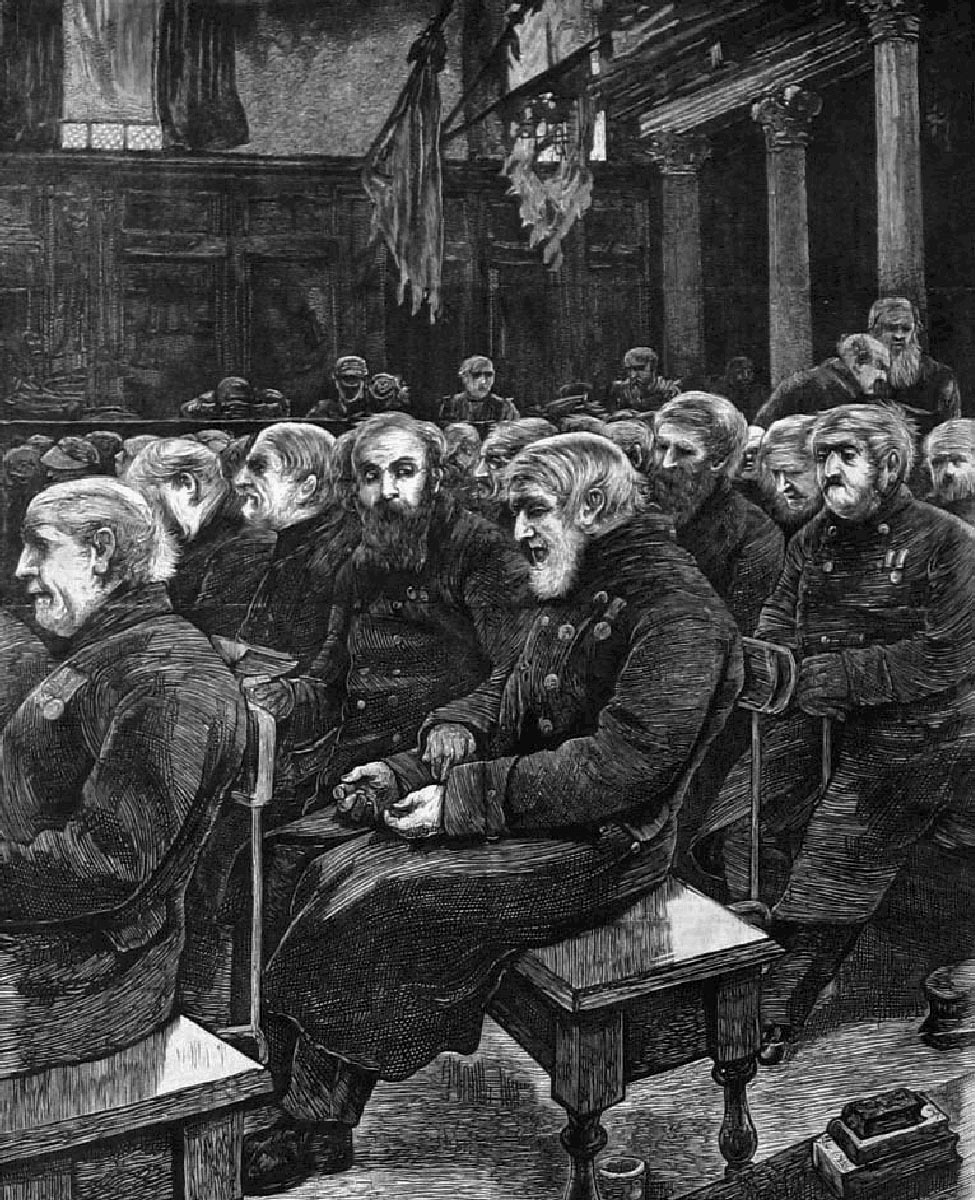
Hubert von Herkomer: Diumenge a l'Hospital de Chelsea (1871), també conegut com L'últim ofici religiós
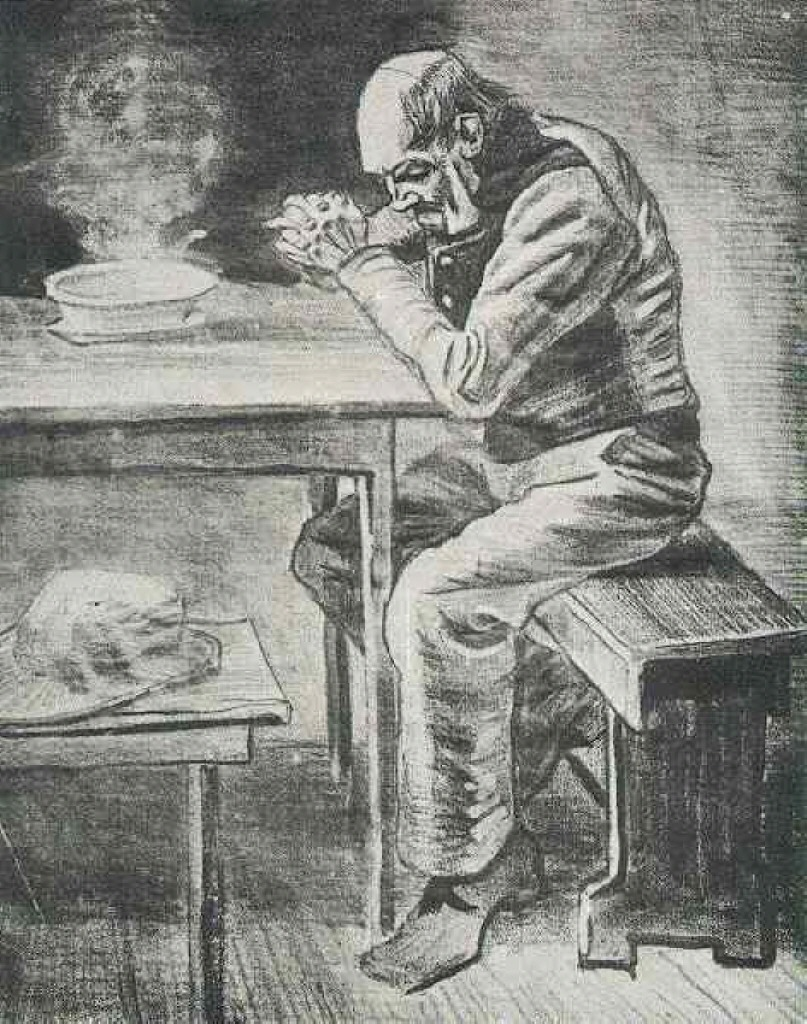
Oració abans del menjar, desembre de 1882, col·lecció privada, Suïssa (F 1002, JH 281).
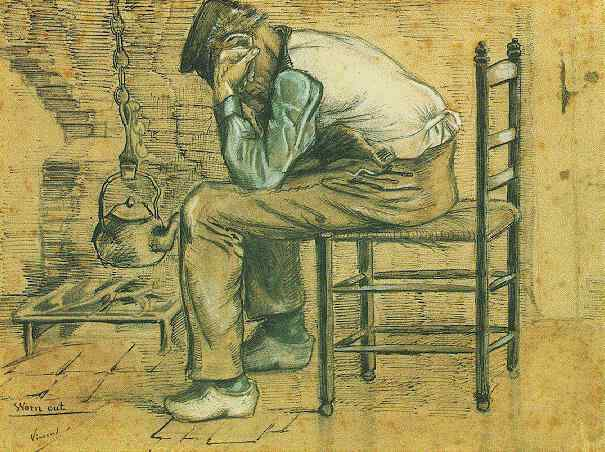
Camperol assegut al costat del foc, (F863, JH34), aquarel·la, 1881, P. i N. de Boer Fundació, Ámsterdam
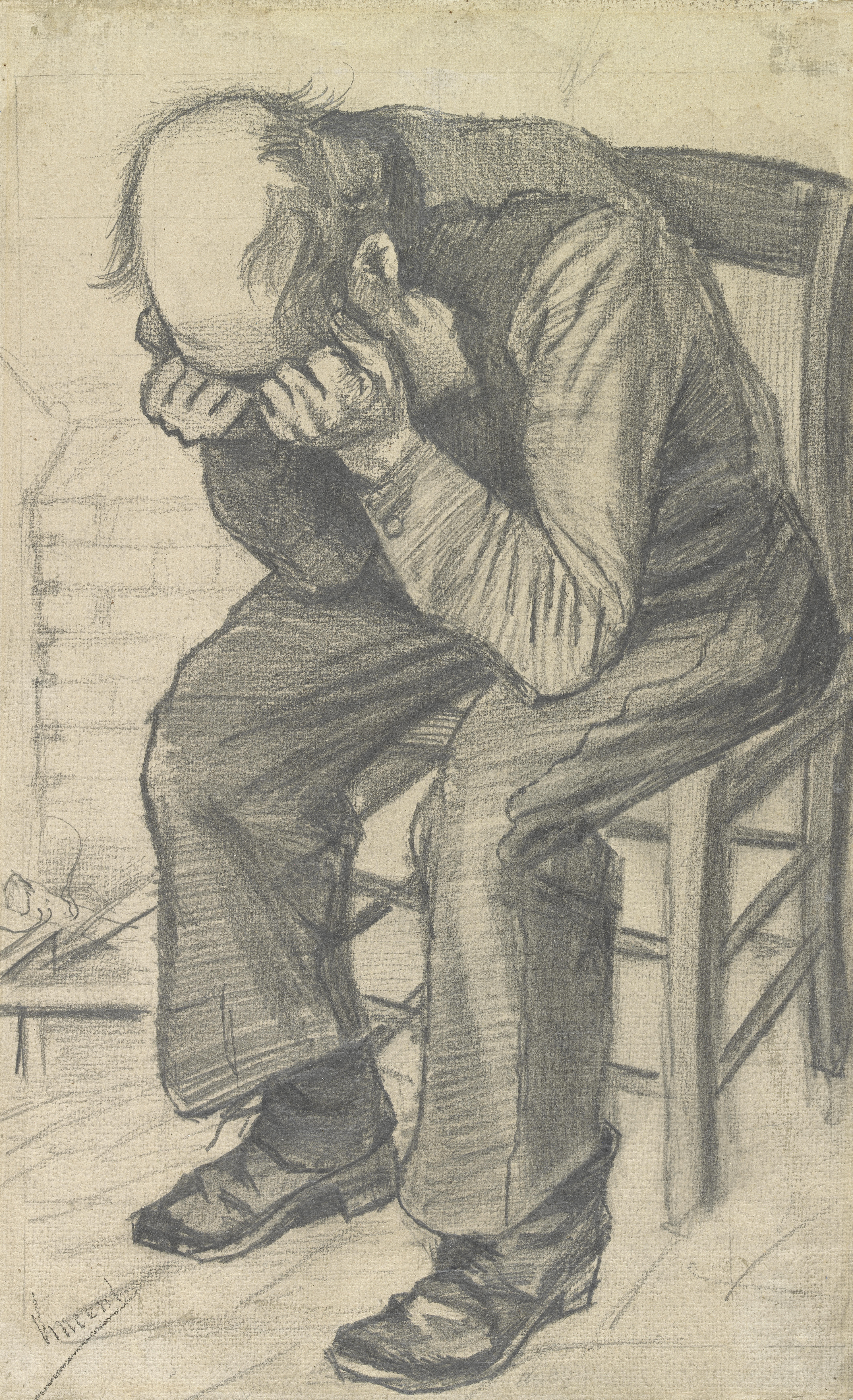
Desgastat (F997, JH267), llapis sobre paper d'aquarel·la, 1882, Museu Van Gogh
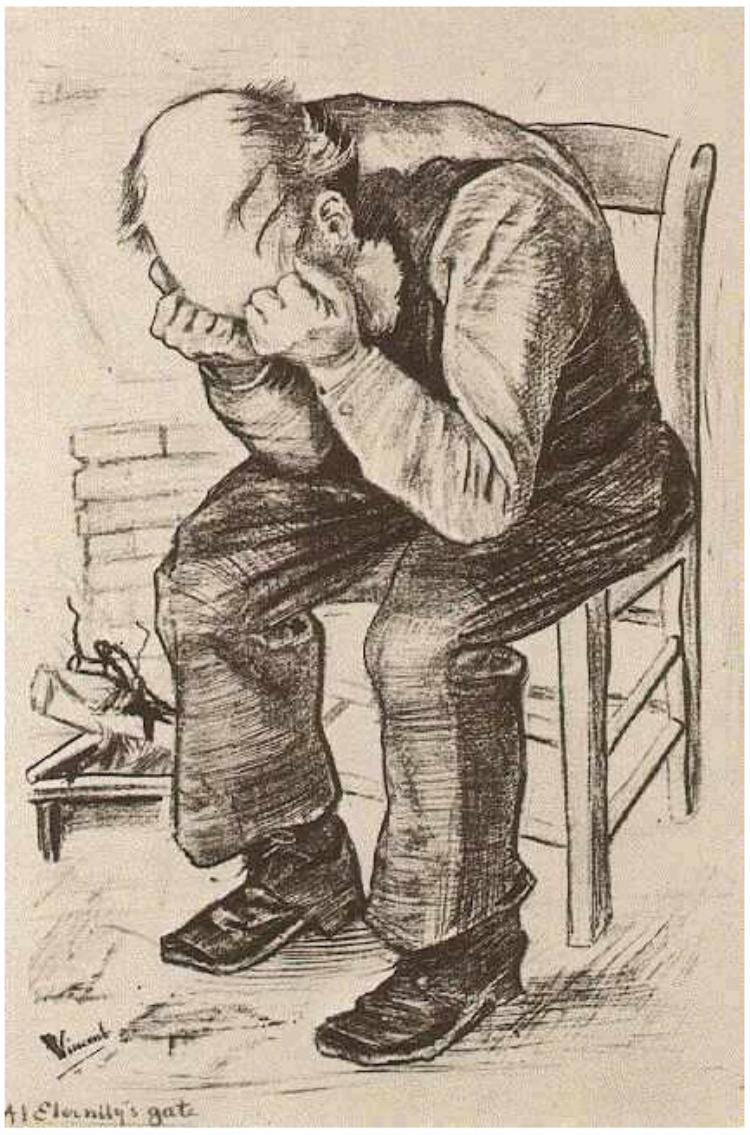
Ancià amb el cap entre les mans (En la porta de l'eternitat) (F1662, JH268), litografia, 1882, diverses col·leccions, incloent el Museu de Teheran d'Art Contemporani, signat per l'artista en tinta: En la porta de l'eternitat
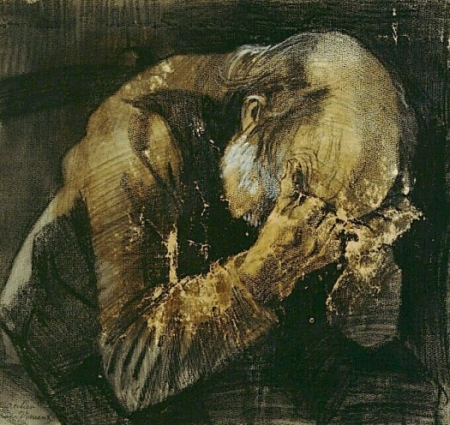
Ancià apesarat (F998, JH269), 1882, Museu Kröller-Müller
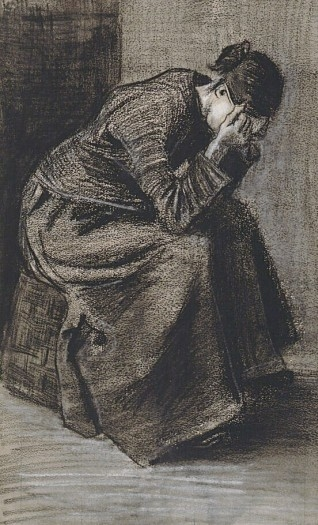
Dona asseguda sobre una cistella plorant (F1060, JH326), 1883, Museu Kröller-Müller
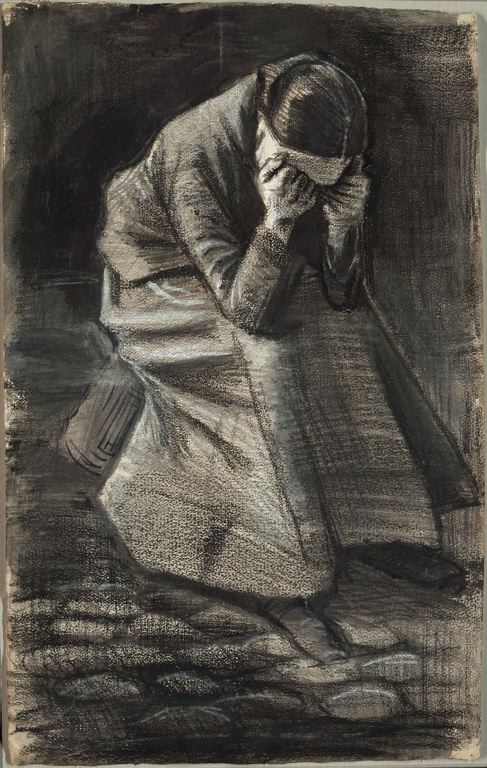
Dona plorant (F1069, JH325), 1883, Institut d'Art de Chicago